# Chiesa di Santa Paola Romana
La chiesa di Santa Paola Romana è un luogo di culto cattolico di Roma situato nella zona della Balduina, nel quartiere Trionfale, in via Duccio Galimberti; è sede di parrocchia, retta dal clero della diocesi di Roma, e dell'omonimo titolo cardinalizio.

## Storia
La chiesa di Santa Paola Romana sorge in luogo di una chiesa più antica, denominata Sancta Maria Virgo a Puteo extra Portam Angelicam (in italiano: Santa Maria del Pozzo fuori Porta Angelica) e comunemente conosciuta come Madonna del Pozzo, intorno alla quale vi era un piccolo borgo che da essa traeva il nome. La presenza dell'edificio, di proprietà del capitolo di San Pietro in Vaticano e rientrante nel territorio della parrocchia di San Lazzaro dei lebbrosi, era testimoniata fin dal 1566; al suo interno era venerata un'immagine della Madonna col Bambino che, secondo la tradizione, era stata rinvenuta all'interno di un pozzo. La chiesa, che sorgeva alle spalle dell'edificio attuale, venne prima sconsacrata e successivamente sottoposta a grossa ristrutturazione nelle forme attuali di sede di attività annesse alla nuova parrocchia.
La nuova chiesa, dedicata alla santa matrona Paola Romana, venne costruita tra il 1949 e il 1951 su progetto di Tullio Rossi e sotto la direzione di Francesco Fornari. Il 9 novembre 1951 venne istituita con il decreto del cardinale vicario Clemente Micara Quo facilius spirituali la parrocchia di "Santa Paola Romana vedova, alla Balduina", il cui territorio fu desunto da quelle di San Francesco a Monte Mario, San Giuseppe al Trionfale e Santa Maria delle Grazie al Trionfale. Nei decenni successivi l'interno dell'edificio venne arricchito con diverse opere, tra le quali il mosaico del catino absidale di Silvio Consadori (1955), la via Crucis bronzea di Egidio Giaroli (1961), i grandi quadri della navata di Gian Luigi Bocchetta (1996) e il portale bronzeo di Luciano Capriotti (2001). Tra il 2003 e il 2011, sia l'esterno sia l'interno dell'edificio vennero interessati da radicali interventi di restauro, con il rifacimento della colorazione esterna, dell'area presbiterale e l'installazione di vetrate policrome.
Il 14 febbraio 2015, nell'ambito del concistoro ordinario pubblico per la creazione dei nuovi cardinali, papa Francesco elevò la chiesa a sede del titolo cardinalizio di Santa Paola Romana.

## Descrizione
Strutturalmente, la chiesa rispecchia le linee architettoniche e la composizione costruttiva degli edifici religiosi del secondo dopoguerra, ancora incerti fra la ripresa tradizionalistica e la voglia di innovazione.

### Esterno
L'esterno della chiesa è caratterizzato dall'estrema semplicità delle linee. La facciata a capanna bandisce qualsiasi elemento decorativo, fatta eccezione dello stemma di papa Pio XII posto in cima al timpano, ma è movimentata dalle tre finestre centrali sottolineate da un contorno in mattoni a vista. Il grande portale d'ingresso in bronzo, opera di Luciano Capriotti (2001) e raffigurante i Sette Sacramenti e Scene della vita di Santa Paola, è preceduto da un avancorpo con ampia e profonda arcata a tutto sesto affiancata da due monofore. Anche nell'avancorpo, come pure sul fianco e sulla torre campanaria, ritorna il motivo dei contorni in mattoncini a vista per sottolineare le varie aperture e vivacizzare le superfici.

### Interno
Anche l'interno della chiesa si presenta con una struttura molto semplice: un'unica, ampia navata con copertura lignea a capriate e cantoria in controfacciata, conclusa da un'abside piuttosto profonda e movimentata da una sola cappella laterale sulla sinistra, di dimensioni notevolmente ridotte, che si apre con due archi a sesto ribassato. In quest'ultima si trova l'effigie della Madonna del Pozzo proveniente dall'omonima chiesetta, copia settecentesca di un'antica icona bizantina; nello stesso ambiente trova luogo anche un dipinto su tela raffigurante San Pio da Pietrelcina, opera di Ulisse Sartini (2003).
Nella navata, al di sotto delle ampie monofore che costituiscono il cleristorio, vi sono sei grandi quadri di Gian Luigi Bocchetta (1996) raffiguranti Scene della vita di Gesù: Annunciazione, Natività, Ministero pubblico, Ultima cena, Morte e Resurrezione. Al di sotto di essi, lungo la parete di destra, vi sono la via Crucis in bronzo (1961) e un crocifisso (1967), opere di Egidio Giaroli. Sulla parete di fondo, di fianco all'arco absidale, trovano luogo il fonte battesimale marmoreo e una vetrata policroma raffigurante il Battesimo di Gesù, di Lidia Nostini (1963). Il progetto completo dell'impianto illuminotecnico e gli otto lampadari della navata, con simbologia pasquale, furono realizzati nel 2019 su progetto di Paolo Gioffreda e Francesco Zanini.
Il presbiterio, rialzato di alcuni gradini rispetto al resto della chiesa, occupa interamente l'abside ed è stato realizzato agli negli anni 2000 su progetto di Mattia del Prete. Esso si compone di arredi marmorei quali l'altare (al centro), l'ambone (in posizione avanzata, sulla sinistra), la sede presidenziale (alle spalle dell'altare) e il tabernacolo (in posizione arretrata, sulla destra), quest'ultimo opera di Giampiero Maria Arabia. In origine l'area era delimitata da una balaustra in marmo e, sopra l'altare, vi era un dipinto di modeste dimensioni raffigurante la santa titolare della chiesa. L'abside semicircolare è in gran parte decorata con un mosaico di Silvio Casadori raffigurante la Sacra Famiglia con Santa Paola (1955), autore anche del mosaico dell'arco absidale della Discesa dello Spirito Santo.
In un'apposita nicchia nella parete destra dell'abside, si trova l'organo a canne Pinchi opus 311, costruito nel 1973 e restaurato ed ampliato da Stefano Buccolini nel 1980. Lo strumento è a trasmissione elettrica, con 20 registri distribuiti su due manuali e pedale.

## Galleria d'immagini

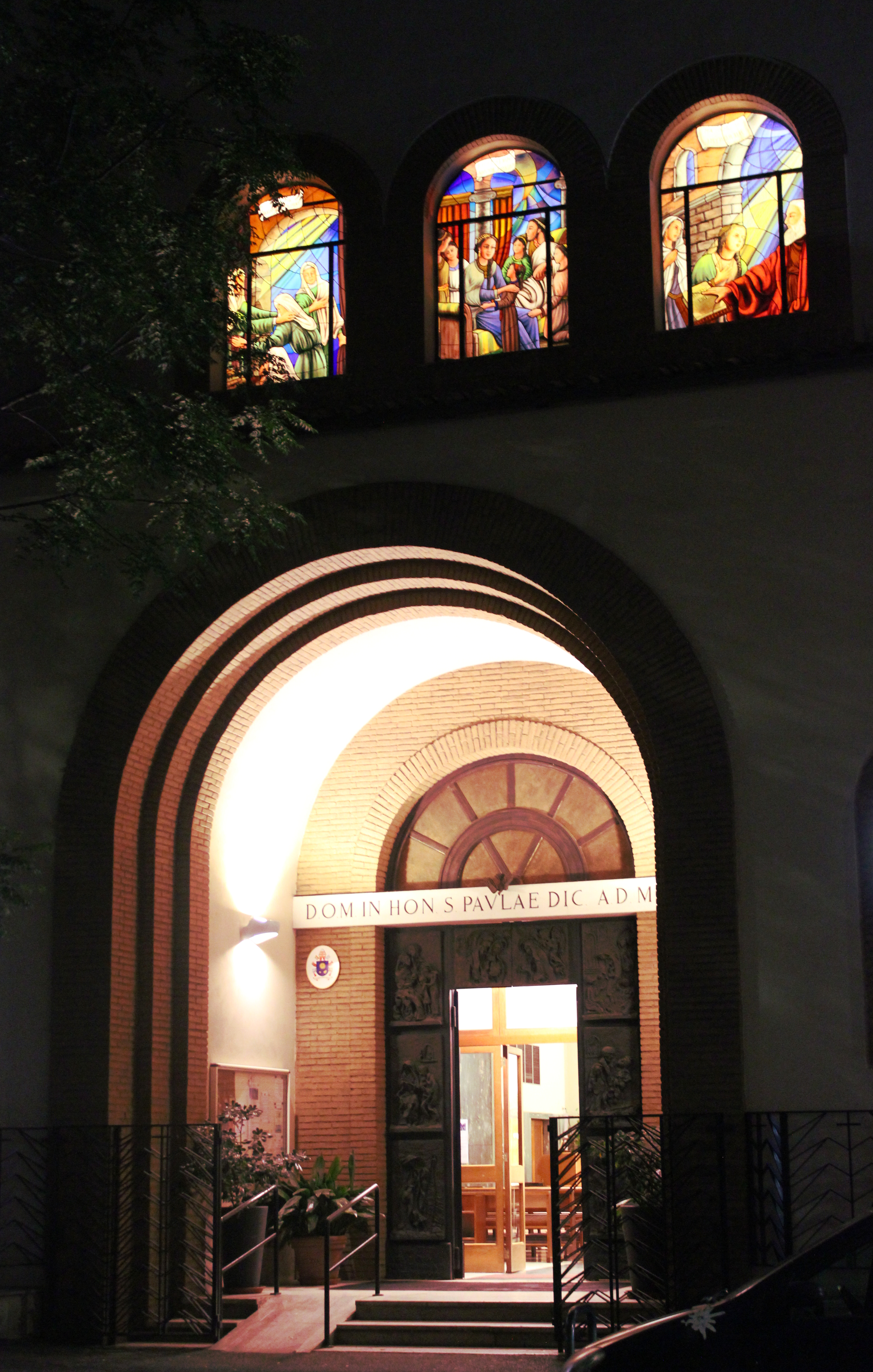
Vestibolo e vetrate della facciata illuminati
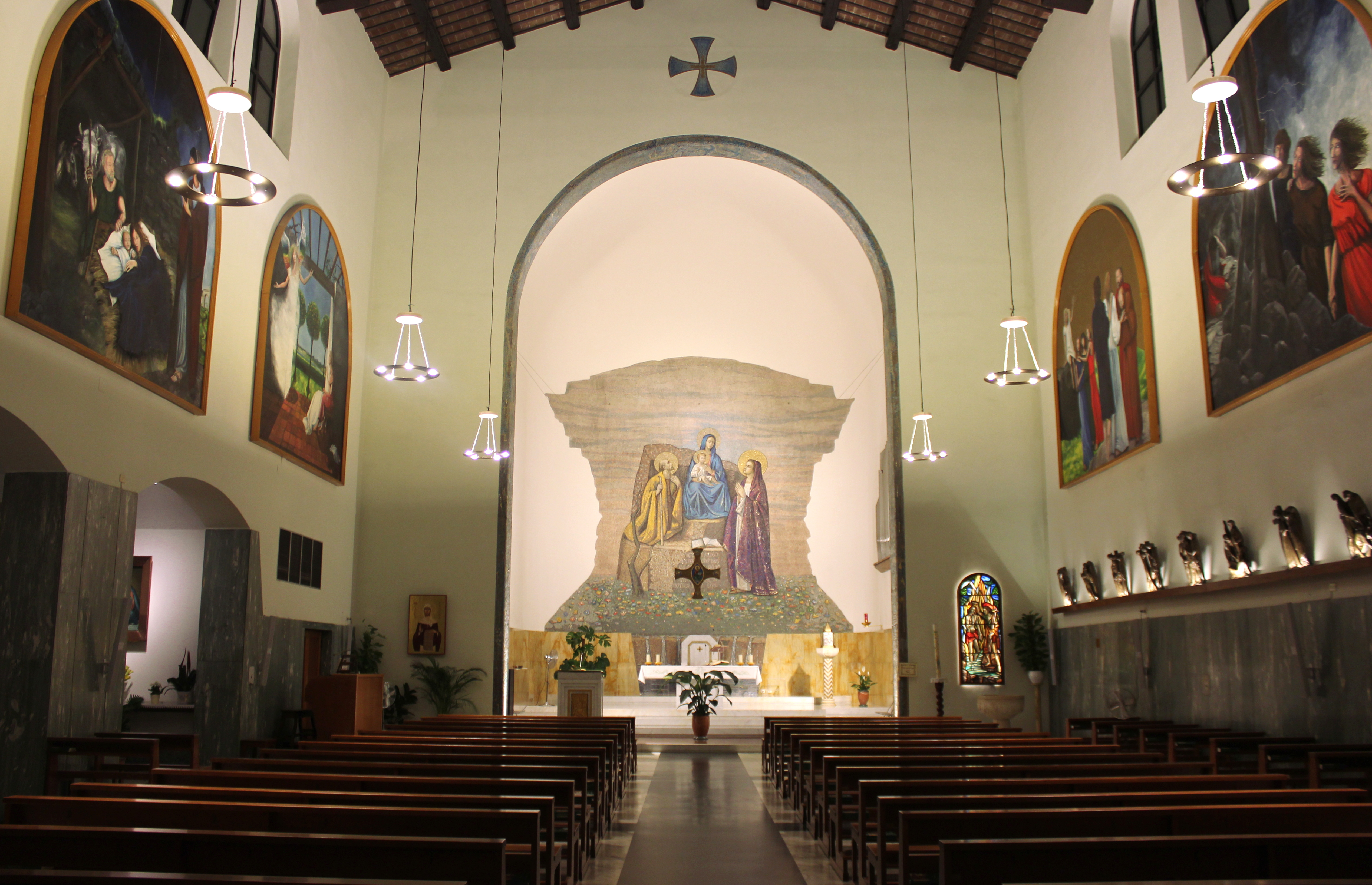
Navata
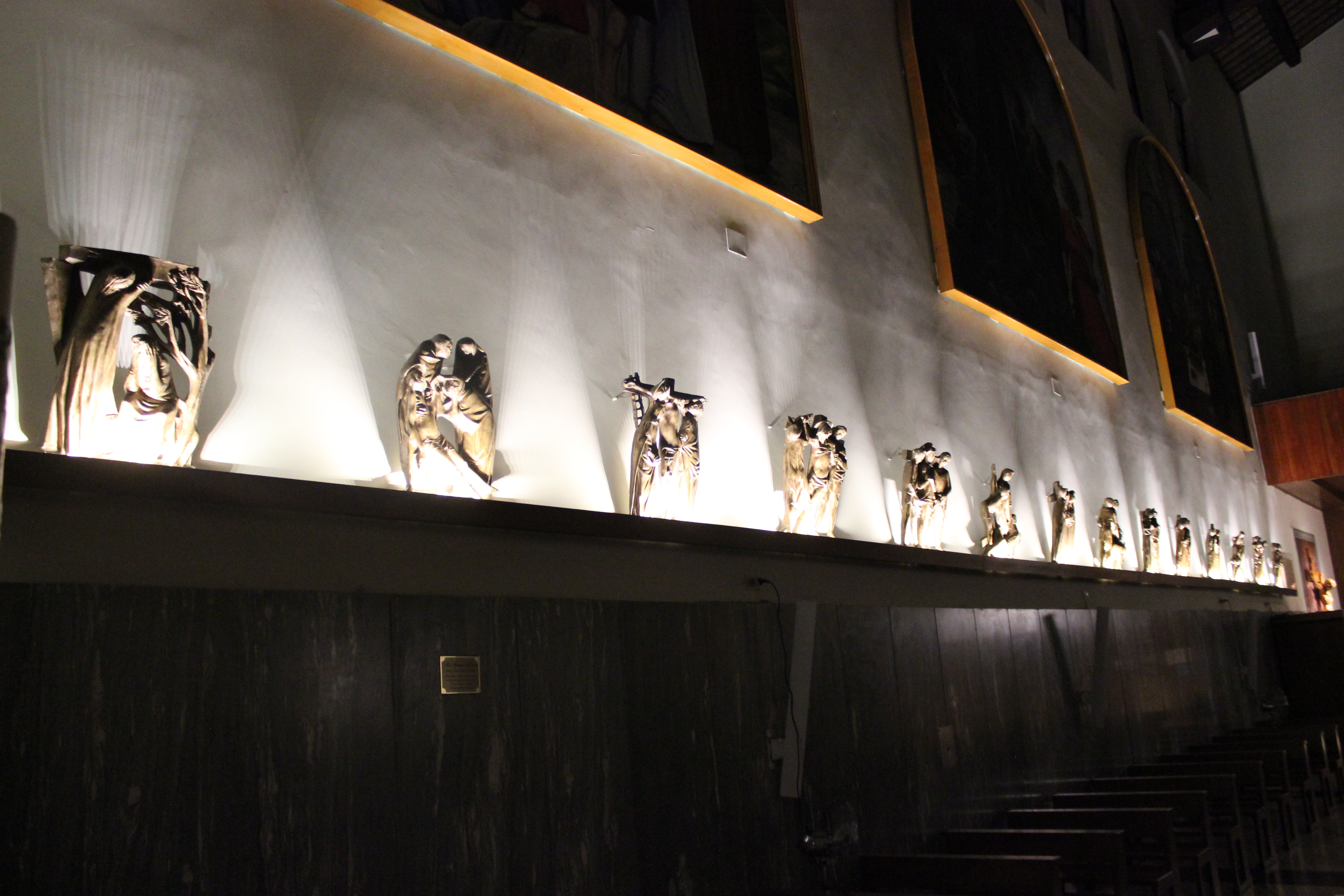
Via Crucis (Emidio Giaroli, 1961)
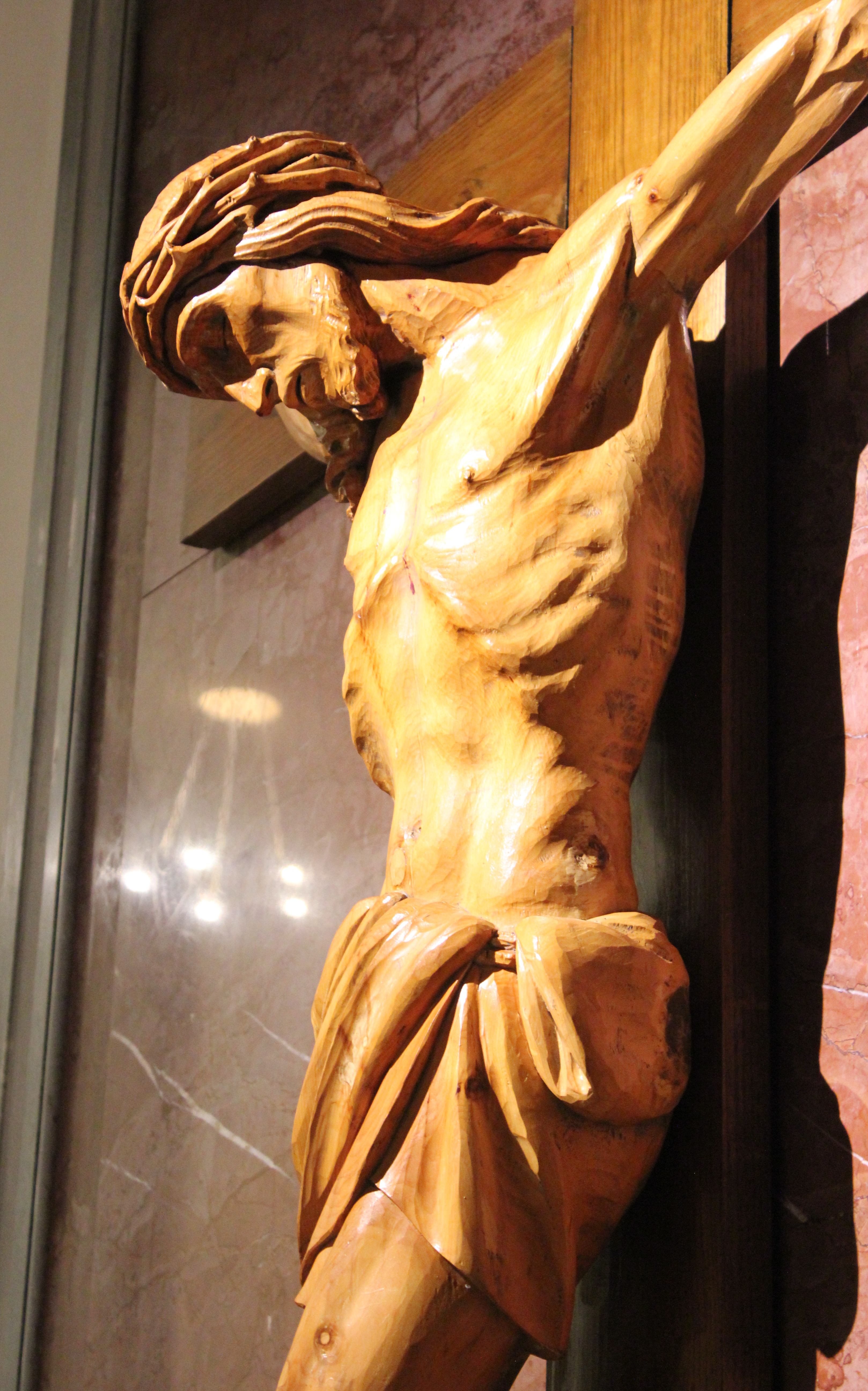
Crocifisso (Emidio Giaroli, 1967)
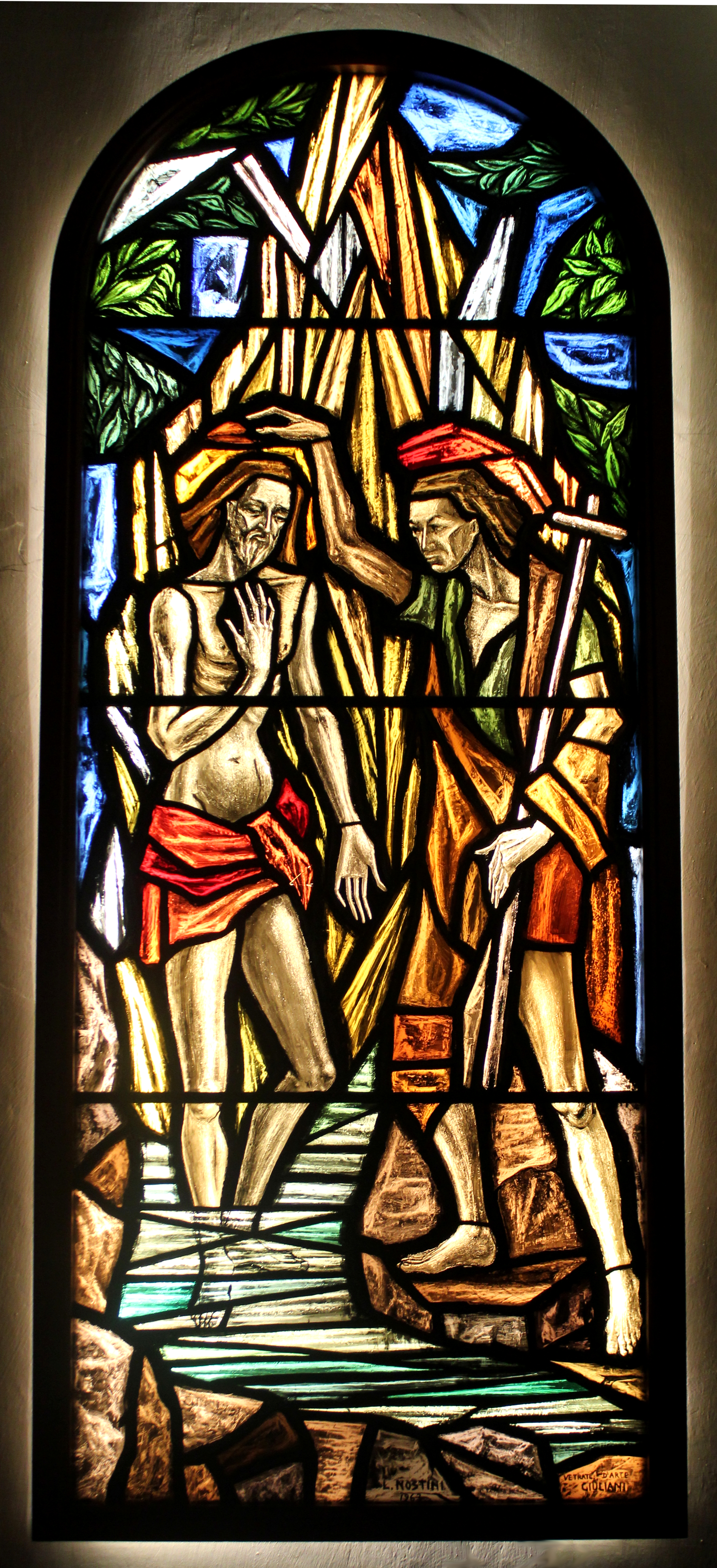
Battesimo di Cristo (Lidia Nostini, 1963)
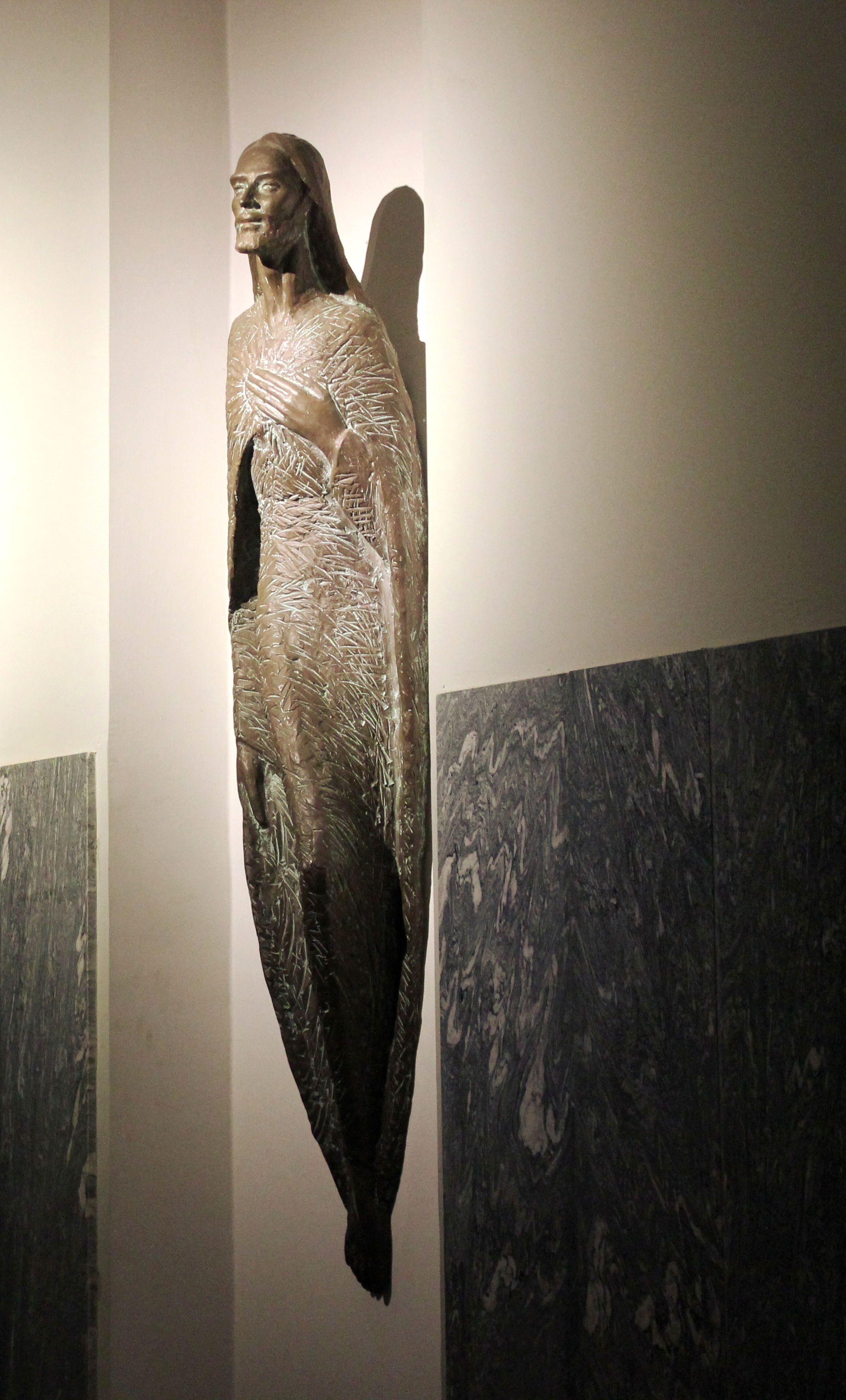
Cristo Risorto (Andrea Martini, 1975)
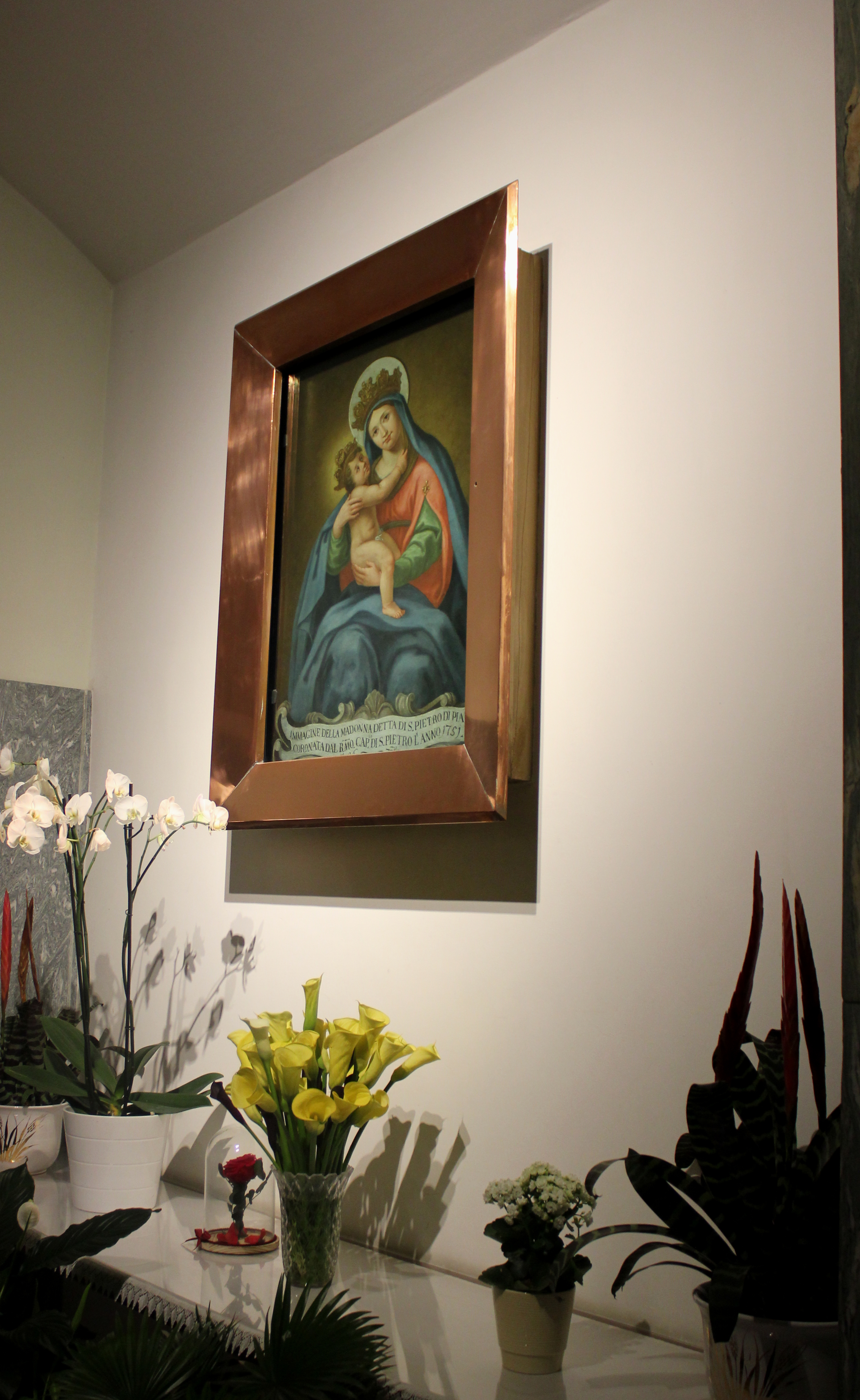
Dipinto della Madonna del Pozzo (XVIII secolo)
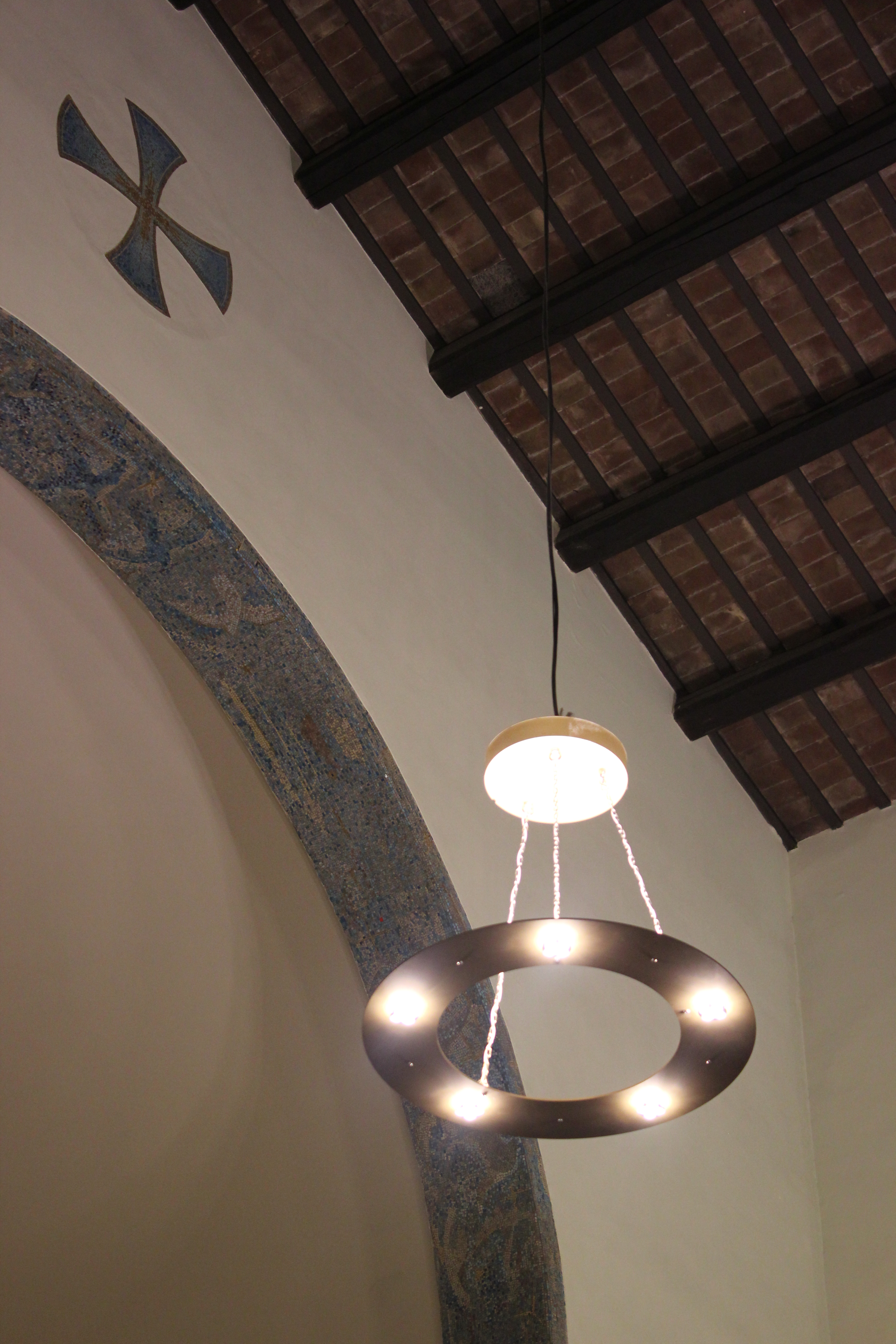
Discesa dello Spirito Santo (Silvio Casadori, 1955) e lampadario (Paolo Gioffreda, 2019)
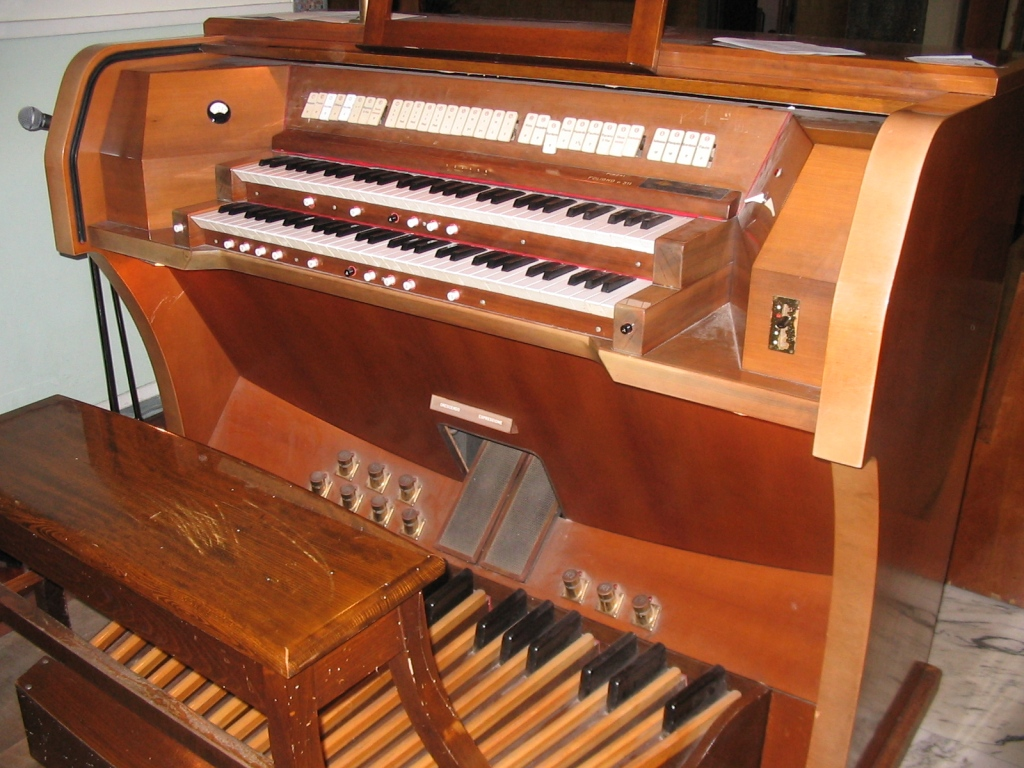
Consolle dell'organo
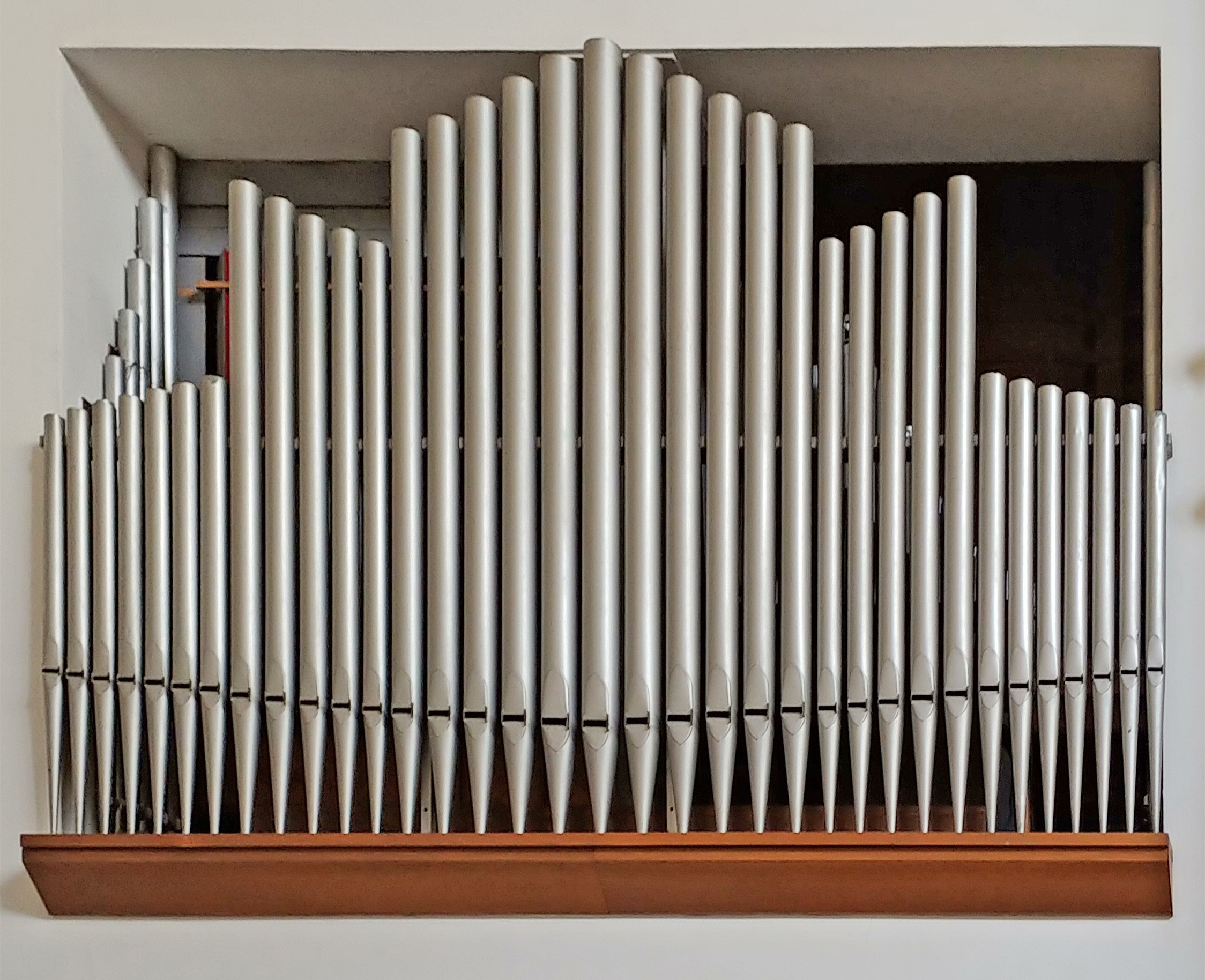
Canne dell'organo